# 深澳天后宫
深澳天后宫，位于中国广东省汕头市南澳县深澳镇海滨村，现为南澳县文物保护单位，类型为古建筑，公布时间为1981年9月20日。
深澳天后宫的历史年代为明代。